# Wass János (II. Lajos fia)
Wass János vagy Lanthos János (Buda, 1521 körül – Pozsony, 1580 után) II. Lajos magyar király és Wass Angelitha királynéi komorna házasságon kívüli kapcsolatából született fia. Hivatalosan nem vált a Jagelló-ház elismert tagjává, mert nem törvényesítették sem az apja életében, sem később, így nem viselhette jogszerűen a Jagelló családnevet. Létezéséről is csak azért tudunk, mert nagynénje, Jagelló Anna és annak férje, I. (Habsburg) Ferdinánd rendszeres apanázsban részesítette. Önmagát János hercegnek tekintette és nevezte. Kortársai zavarodott elméjűként beszéltek róla.

## Élete
Pozsonyi magyar kamarai számadásokból kimutatható, hogy a bécsi királyi udvar I. Ferdinánd és I. Miksa uralkodása idején rendszeresen támogatta „II. Lajos természetes fiát”, ahogy ez szokás volt a nyugat-európai királyi udvarokban a fattyú királyi ivadékokkal. Éppen ennek köszönhetően derült fény a király egykori titkos szerelmi viszonyára, és annak következményére. A tételek között Wass Jánosként és Lanthos Jánosként egyaránt előfordul, utalva egyrészt édesanya családnevére, másrészt krónikási foglalkozására. (Úgy mint kortársa, Tinódi Lantos Sebestyén neve esetében.)
Háza és földje volt a pozsonyi vár mellett, a királyi vártelken „Edelhof” (nemesi udvar) néven ismert Szeleczky-féle adómentes ház volt, és amikor Salm Encius evangélikus vallású főúr, aki 1552-től kezdve Pozsony grófja és főispánja volt az ingatlanokat erővel el akarta foglalni, a királyhoz fordult oltalomért.
Ekkor I. Ferdinánd 1552. március 20-án a következő adománylevelet adta ki II. Lajos természetes fia részére:

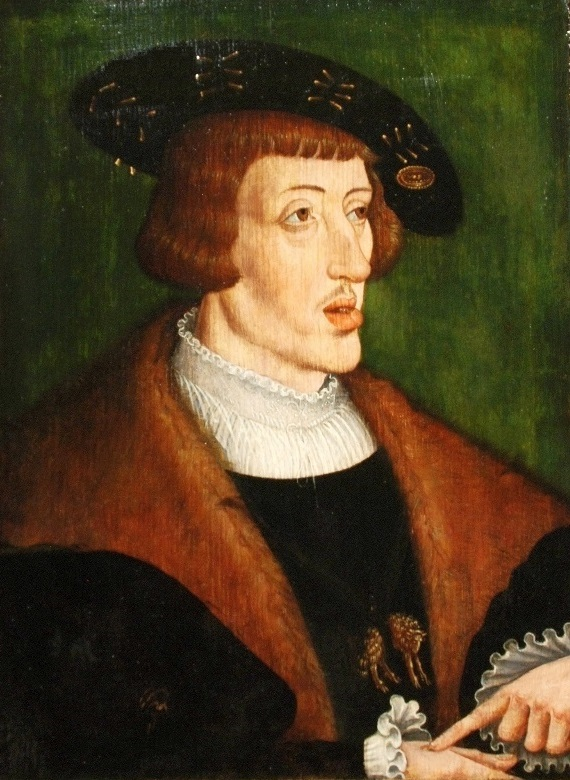
I. Ferdinánd magyar király portréja

„Mi, Ferdinánd, Isten kegyelméből a rómaiak, Magyarország,  Csehország stb. mindenkor dicsőséges királya, Spanyolország infánsa, Ausztria főhercege stb. emlékezetül adjuk, e levelünk tartalmával tudtára adva mindazoknak, akiket illet, hogy mi, egyrészt sok hívünk legalázatosabb kérelmére, melyet Jánosnak – ahogyan ezt ő maga hiszi és mondja –, Lajos király fiának érdekében terjesztettek felségünk elé, másrészt pedig ama királyi bőkezűségünkből és kegyelmességünkből, amellyel a rászorulóknak segíteni szoktunk, úgy határoztunk, hogy a szóban forgó Jánosnak adjuk azt a polgárházat, avagy polgártelkét, amely a mi Pozsony városunk váraljában, a hegy lábánál, a vár és a város között, a mondott várunkhoz vezető út mellett egy magaslaton fekszik, amelyben – mint mondják – ugyanő feleségével és gyermekeivel együtt ez idő szerint állandó lakhelyét tartja, a pozsonyi szőlőhegyen lévő szőlőjével és a telek egyéb tartozékaival együtt, egyúttal valamennyi, mind rendes, mind rendkívüli adónk és szolgáltatásunk, valamint hadiadónk és kamaránk haszna, nemkülönben minden egyéb polgári teher és fizetnivaló alól, ami ugyanazon ház után akár a mi felségünknek, akár a polgárok közösségének jár, nemkülönben ama kilenced szolgáltatása alól, melyet a fentebb említett szőleje után kell megadnia, mindörökre kiemeljük és felmentjük; kiemeljük és mentesítjük jelen adományunk jogerejénél fogva. – Éppen ezért nektek, a mi tisztelendő, tiszteletre méltó és nemes híveinknek, éspedig Thurzó Ferenc nyitrai püspöknek, a mi Magyar Kamaránk elnökének, továbbá ugyanazon Kamaránk többi tanácsosának; hasonlóképpen a fentebb mondott vár grófjának, algrófjának és udvarbírájának és minden egyes tisztségviselőjének, azoknak is, kik ma élnek s az eljövendőknek is, jelen adománylevelünk rendjében a legszigorúbban megparancsoljuk, hogy mostantól fogva a további időkben a szóban forgó Jánost, örököseit és jogutódait a mi fentebb előrebocsátott kegyes kiváltságunk szövegével ellentétben soha, semmiképpen és semmi módon, sem személyükben, sem ingóságaikban, sem bármiféle egyéb javaikban ne merészeljetek és akármiféle más módon ne merészkedjetek akadályozni, megzavarni, illetve kényszeríteni a mi adóink, taksáink és a nekünk járó szolgáltatások – legyenek bár azok akár rendesek, akár rendkívüliek –, rendkívüli hadiadónk és kamarahaszna-adónk megfizetésére; nemkülönben a fentebb leírt helyen lévő, fentebb mondott ház után járó terhek és szolgáltatások teljesítésére; sem pedig az ő fentebb mondott szőleje után járó kilenced megfizetésére. Jelen adománylevelünket átolvasás után vissza kell adni felmutatójának. – Kelt a mi fentebb említett pozsonyi várunkban, március hónap huszadik napján, az Úr ezerötszázötvenkettedik esztendejében, a mi római királyságunk huszonkettedik, egyéb királyságaink huszonhatodik esztendejében.
P.H.
Ferdinánd s.k.                                  Oláh Miklós/egri püspök s.k.”
„János herceget”, ahogy önmagát címezte, sohasem törvényesítették, sem apja életében, sem pedig később, így nem használhatta a Jagelló nevet. Személye mégis a Jagelló-ház továbbélését jelenti, hiszen népes családja maradt utána, egyik lánya húsz gyermeket szült. Pozsonyban élt haláláig.

## Ősei

### Legközelebbi rokonsági kapcsolat Wass János és Habsburg Miksa között
|  |  | | | | | | | | | | | | | | |  |  |  |  | |  |  |  | | | | | | | | | | | | | | | | | | |  |  |  |  |  |  |  |  |  |  |  |  |  |  |  |  |  |  |  |  |  |  |  |  |  |  |  |  |  |  |  |  |  |  |  |  |  |  |
|  |  | | | | | | | | | | | | | | |  |  |  |  | IV. Béla magyar király 1206–1270 felesége: Laszkarisz Mária 1206 körül–1270                                                                                                 |  |  |  | | | | | | | | | | | | | | | | | | |  |  |  |  |  |  |  |  |  |  |  |  |  |  |  |  |  |  |  |  |  |  |  |  |  |  |  |  |  |  |  |  |  |  |  |  |  |  |
|  |  | | | | | | | | | | | | | | |  |  |  |  | |  |  |  | | | | | | | | | | | | | | | | | | |  |  |  |  |  |  |  |  |  |  |  |  |  |  |  |  |  |  |  |  |  |  |  |  |  |  |  |  |  |  |  |  |  |  |  |  |  |  |
|  |  | | | | | | | | | | | | | | |  |  |  |  | Árpád-házi Anna magyar királyi hercegnő 1226/27–1285 körül férje:III. Rosztyiszlav kijevi nagyfejedelem 1219–1263                                                           |  |  |  | | | | | | | | | | | | | | | | | | |  |  |  |  |  |  |  |  |  |  |  |  |  |  |  |  |  |  |  |  |  |  |  |  |  |  |  |  |  |  |  |  |  |  |  |  |  |  |
|  |  | | | | | | | | | | | | | | |  |  |  |  | |  |  |  | | | | | | | | | | | | | | | | | | |  |  |  |  |  |  |  |  |  |  |  |  |  |  |  |  |  |  |  |  |  |  |  |  |  |  |  |  |  |  |  |  |  |  |  |  |  |  |
|  |  | | | | | | | | | | | | | | |  |  |  |  | Rurik Kunigunda kijevi nagyhercegnő, bolgár királyi hercegnő, macsói hercegnő 1245–1285 1. fj.: II. Ottokár cseh király 1232–1278 2. fj.: Falkenstein Závis 1250 körül–1290 |  |  |  | | | | | | | | | | | | | | | | | | |  |  |  |  |  |  |  |  |  |  |  |  |  |  |  |  |  |  |  |  |  |  |  |  |  |  |  |  |  |  |  |  |  |  |  |  |  |  |
|  |  | | | | | | | | | | | | | | |  |  |  |  | |  |  |  | | | | | | | | | | | | | | | | | | |  |  |  |  |  |  |  |  |  |  |  |  |  |  |  |  |  |  |  |  |  |  |  |  |  |  |  |  |  |  |  |  |  |  |  |  |  |  |
|  |  | | | | | | | | | | | | | | |  |  |  |  | [1.] II. Vencel cseh király 1271–1305 1. fg. Habsburg Judit 1271–1297 2. fg.: Piast Erzsébet Richeza 1288–1335                                                              |  |  |  | | | | | | | | | | | | | | | | | | |  |  |  |  |  |  |  |  |  |  |  |  |  |  |  |  |  |  |  |  |  |  |  |  |  |  |  |  |  |  |  |  |  |  |  |  |  |  |
|  |  | | | | | | | | | | | | | | |  |  |  |  | |  |  |  | | | | | | | | | | | | | | | | | | |  |  |  |  |  |  |  |  |  |  |  |  |  |  |  |  |  |  |  |  |  |  |  |  |  |  |  |  |  |  |  |  |  |  |  |  |  |  |
|  |  | | | | | | | | | | | | | | |  |  |  |  | [1.] Přemysl Erzsébet cseh királyi hercegnő 1292–1330 férje: I. (Luxemburgi/Vak) János cseh király 1296–1346                                                                |  |  |  | | | | | | | | | | | | | | | | | | |  |  |  |  |  |  |  |  |  |  |  |  |  |  |  |  |  |  |  |  |  |  |  |  |  |  |  |  |  |  |  |  |  |  |  |  |  |  |
|  |  | | | | | | | | | | | | | | |  |  |  |  | |  |  |  | | | | | | | | | | | | | | | | | | |  |  |  |  |  |  |  |  |  |  |  |  |  |  |  |  |  |  |  |  |  |  |  |  |  |  |  |  |  |  |  |  |  |  |  |  |  |  |
|  |  | | | | | | | | | | | | | | |  |  |  |  | |  |  |  | | | | | | | | | | | | | | | | | | |  |  |  |  |  |  |  |  |  |  |  |  |  |  |  |  |  |  |  |  |  |  |  |  |  |  |  |  |  |  |  |  |  |  |  |  |  |  |
|  |  | | | | | Luxemburgi Judit (Bona) cseh királyi hercegnő, francia trónörökösné 1315–1349 férje II. János francia király 1319–1364                                                                | Luxemburgi Judit (Bona) cseh királyi hercegnő, francia trónörökösné 1315–1349 férje II. János francia király 1319–1364                                                                | Luxemburgi Judit (Bona) cseh királyi hercegnő, francia trónörökösné 1315–1349 férje II. János francia király 1319–1364                                                                | Luxemburgi Judit (Bona) cseh királyi hercegnő, francia trónörökösné 1315–1349 férje II. János francia király 1319–1364                                                                | Luxemburgi Judit (Bona) cseh királyi hercegnő, francia trónörökösné 1315–1349 férje II. János francia király 1319–1364                                                                | Luxemburgi Judit (Bona) cseh királyi hercegnő, francia trónörökösné 1315–1349 férje II. János francia király 1319–1364                                                                | | | | |  |  |  |  | |  |  |  | | | | | | | | | IV. (I.) Károly német-római császár és cseh király 1316–1378 1. fg. Valois Blanka 1316–1348 2. fg.: Bajor Anna 1329–1353 3. fg. Świdnicai Anna 1339 körül–1362 4. fg. Pomerániai Erzsébet 1347–1393 | IV. (I.) Károly német-római császár és cseh király 1316–1378 1. fg. Valois Blanka 1316–1348 2. fg.: Bajor Anna 1329–1353 3. fg. Świdnicai Anna 1339 körül–1362 4. fg. Pomerániai Erzsébet 1347–1393 | IV. (I.) Károly német-római császár és cseh király 1316–1378 1. fg. Valois Blanka 1316–1348 2. fg.: Bajor Anna 1329–1353 3. fg. Świdnicai Anna 1339 körül–1362 4. fg. Pomerániai Erzsébet 1347–1393 | IV. (I.) Károly német-római császár és cseh király 1316–1378 1. fg. Valois Blanka 1316–1348 2. fg.: Bajor Anna 1329–1353 3. fg. Świdnicai Anna 1339 körül–1362 4. fg. Pomerániai Erzsébet 1347–1393 | IV. (I.) Károly német-római császár és cseh király 1316–1378 1. fg. Valois Blanka 1316–1348 2. fg.: Bajor Anna 1329–1353 3. fg. Świdnicai Anna 1339 körül–1362 4. fg. Pomerániai Erzsébet 1347–1393 | IV. (I.) Károly német-római császár és cseh király 1316–1378 1. fg. Valois Blanka 1316–1348 2. fg.: Bajor Anna 1329–1353 3. fg. Świdnicai Anna 1339 körül–1362 4. fg. Pomerániai Erzsébet 1347–1393 | | | | |  |  |  |  |  |  |  |  |  |  |  |  |  |  |  |  |  |  |  |  |  |  |  |  |  |  |  |  |  |  |  |  |  |  |  |  |  |  |
|  |  | | | | | Luxemburgi Judit (Bona) cseh királyi hercegnő, francia trónörökösné 1315–1349 férje II. János francia király 1319–1364                                                                | Luxemburgi Judit (Bona) cseh királyi hercegnő, francia trónörökösné 1315–1349 férje II. János francia király 1319–1364                                                                | Luxemburgi Judit (Bona) cseh királyi hercegnő, francia trónörökösné 1315–1349 férje II. János francia király 1319–1364                                                                | Luxemburgi Judit (Bona) cseh királyi hercegnő, francia trónörökösné 1315–1349 férje II. János francia király 1319–1364                                                                | Luxemburgi Judit (Bona) cseh királyi hercegnő, francia trónörökösné 1315–1349 férje II. János francia király 1319–1364                                                                | Luxemburgi Judit (Bona) cseh királyi hercegnő, francia trónörökösné 1315–1349 férje II. János francia király 1319–1364                                                                | | | | |  |  |  |  | |  |  |  | | | | | | | | | IV. (I.) Károly német-római császár és cseh király 1316–1378 1. fg. Valois Blanka 1316–1348 2. fg.: Bajor Anna 1329–1353 3. fg. Świdnicai Anna 1339 körül–1362 4. fg. Pomerániai Erzsébet 1347–1393 | IV. (I.) Károly német-római császár és cseh király 1316–1378 1. fg. Valois Blanka 1316–1348 2. fg.: Bajor Anna 1329–1353 3. fg. Świdnicai Anna 1339 körül–1362 4. fg. Pomerániai Erzsébet 1347–1393 | IV. (I.) Károly német-római császár és cseh király 1316–1378 1. fg. Valois Blanka 1316–1348 2. fg.: Bajor Anna 1329–1353 3. fg. Świdnicai Anna 1339 körül–1362 4. fg. Pomerániai Erzsébet 1347–1393 | IV. (I.) Károly német-római császár és cseh király 1316–1378 1. fg. Valois Blanka 1316–1348 2. fg.: Bajor Anna 1329–1353 3. fg. Świdnicai Anna 1339 körül–1362 4. fg. Pomerániai Erzsébet 1347–1393 | IV. (I.) Károly német-római császár és cseh király 1316–1378 1. fg. Valois Blanka 1316–1348 2. fg.: Bajor Anna 1329–1353 3. fg. Świdnicai Anna 1339 körül–1362 4. fg. Pomerániai Erzsébet 1347–1393 | IV. (I.) Károly német-római császár és cseh király 1316–1378 1. fg. Valois Blanka 1316–1348 2. fg.: Bajor Anna 1329–1353 3. fg. Świdnicai Anna 1339 körül–1362 4. fg. Pomerániai Erzsébet 1347–1393 | | | | |  |  |  |  |  |  |  |  |  |  |  |  |  |  |  |  |  |  |  |  |  |  |  |  |  |  |  |  |  |  |  |  |  |  |  |  |  |  |
|  |  | | | | | Valois Johanna francia királyi hercegnő 1343–1373 férje: II. Károly navarrai király 1332–1387                                                                                         | Valois Johanna francia királyi hercegnő 1343–1373 férje: II. Károly navarrai király 1332–1387                                                                                         | Valois Johanna francia királyi hercegnő 1343–1373 férje: II. Károly navarrai király 1332–1387                                                                                         | Valois Johanna francia királyi hercegnő 1343–1373 férje: II. Károly navarrai király 1332–1387                                                                                         | Valois Johanna francia királyi hercegnő 1343–1373 férje: II. Károly navarrai király 1332–1387                                                                                         | Valois Johanna francia királyi hercegnő 1343–1373 férje: II. Károly navarrai király 1332–1387                                                                                         | | | | |  |  |  |  | |  |  |  | | | | | | | | | [4.] Luxemburgi Zsigmond magyar és cseh király, német-római császár 1368–1437 1. fg. I. (Anjou) Mária magyar királynő 1371–1395 2. fg. Cillei Borbála 1392–1451                                     | [4.] Luxemburgi Zsigmond magyar és cseh király, német-római császár 1368–1437 1. fg. I. (Anjou) Mária magyar királynő 1371–1395 2. fg. Cillei Borbála 1392–1451                                     | [4.] Luxemburgi Zsigmond magyar és cseh király, német-római császár 1368–1437 1. fg. I. (Anjou) Mária magyar királynő 1371–1395 2. fg. Cillei Borbála 1392–1451                                     | [4.] Luxemburgi Zsigmond magyar és cseh király, német-római császár 1368–1437 1. fg. I. (Anjou) Mária magyar királynő 1371–1395 2. fg. Cillei Borbála 1392–1451                                     | [4.] Luxemburgi Zsigmond magyar és cseh király, német-római császár 1368–1437 1. fg. I. (Anjou) Mária magyar királynő 1371–1395 2. fg. Cillei Borbála 1392–1451                                     | [4.] Luxemburgi Zsigmond magyar és cseh király, német-római császár 1368–1437 1. fg. I. (Anjou) Mária magyar királynő 1371–1395 2. fg. Cillei Borbála 1392–1451                                     | | | | |  |  |  |  |  |  |  |  |  |  |  |  |  |  |  |  |  |  |  |  |  |  |  |  |  |  |  |  |  |  |  |  |  |  |  |  |  |  |
|  |  | | | | | Valois Johanna francia királyi hercegnő 1343–1373 férje: II. Károly navarrai király 1332–1387                                                                                         | Valois Johanna francia királyi hercegnő 1343–1373 férje: II. Károly navarrai király 1332–1387                                                                                         | Valois Johanna francia királyi hercegnő 1343–1373 férje: II. Károly navarrai király 1332–1387                                                                                         | Valois Johanna francia királyi hercegnő 1343–1373 férje: II. Károly navarrai király 1332–1387                                                                                         | Valois Johanna francia királyi hercegnő 1343–1373 férje: II. Károly navarrai király 1332–1387                                                                                         | Valois Johanna francia királyi hercegnő 1343–1373 férje: II. Károly navarrai király 1332–1387                                                                                         | | | | |  |  |  |  | |  |  |  | | | | | | | | | [4.] Luxemburgi Zsigmond magyar és cseh király, német-római császár 1368–1437 1. fg. I. (Anjou) Mária magyar királynő 1371–1395 2. fg. Cillei Borbála 1392–1451                                     | [4.] Luxemburgi Zsigmond magyar és cseh király, német-római császár 1368–1437 1. fg. I. (Anjou) Mária magyar királynő 1371–1395 2. fg. Cillei Borbála 1392–1451                                     | [4.] Luxemburgi Zsigmond magyar és cseh király, német-római császár 1368–1437 1. fg. I. (Anjou) Mária magyar királynő 1371–1395 2. fg. Cillei Borbála 1392–1451                                     | [4.] Luxemburgi Zsigmond magyar és cseh király, német-római császár 1368–1437 1. fg. I. (Anjou) Mária magyar királynő 1371–1395 2. fg. Cillei Borbála 1392–1451                                     | [4.] Luxemburgi Zsigmond magyar és cseh király, német-római császár 1368–1437 1. fg. I. (Anjou) Mária magyar királynő 1371–1395 2. fg. Cillei Borbála 1392–1451                                     | [4.] Luxemburgi Zsigmond magyar és cseh király, német-római császár 1368–1437 1. fg. I. (Anjou) Mária magyar királynő 1371–1395 2. fg. Cillei Borbála 1392–1451                                     | | | | |  |  |  |  |  |  |  |  |  |  |  |  |  |  |  |  |  |  |  |  |  |  |  |  |  |  |  |  |  |  |  |  |  |  |  |  |  |  |
|  |  | | | | | III. Károly navarrai király 1361–1425 felesége: Kasztíliai Eleonóra 1363 körül–1416                                                                                                   | III. Károly navarrai király 1361–1425 felesége: Kasztíliai Eleonóra 1363 körül–1416                                                                                                   | III. Károly navarrai király 1361–1425 felesége: Kasztíliai Eleonóra 1363 körül–1416                                                                                                   | III. Károly navarrai király 1361–1425 felesége: Kasztíliai Eleonóra 1363 körül–1416                                                                                                   | III. Károly navarrai király 1361–1425 felesége: Kasztíliai Eleonóra 1363 körül–1416                                                                                                   | III. Károly navarrai király 1361–1425 felesége: Kasztíliai Eleonóra 1363 körül–1416                                                                                                   | | | | |  |  |  |  | |  |  |  | | | | | | | | | [2.] Luxemburgi Erzsébet 1409–1442 férje: I. (Habsburg) Albert magyar, német és cseh király 1397–1439                                                                                               | [2.] Luxemburgi Erzsébet 1409–1442 férje: I. (Habsburg) Albert magyar, német és cseh király 1397–1439                                                                                               | [2.] Luxemburgi Erzsébet 1409–1442 férje: I. (Habsburg) Albert magyar, német és cseh király 1397–1439                                                                                               | [2.] Luxemburgi Erzsébet 1409–1442 férje: I. (Habsburg) Albert magyar, német és cseh király 1397–1439                                                                                               | [2.] Luxemburgi Erzsébet 1409–1442 férje: I. (Habsburg) Albert magyar, német és cseh király 1397–1439                                                                                               | [2.] Luxemburgi Erzsébet 1409–1442 férje: I. (Habsburg) Albert magyar, német és cseh király 1397–1439                                                                                               | | | | |  |  |  |  |  |  |  |  |  |  |  |  |  |  |  |  |  |  |  |  |  |  |  |  |  |  |  |  |  |  |  |  |  |  |  |  |  |  |
|  |  | | | | | III. Károly navarrai király 1361–1425 felesége: Kasztíliai Eleonóra 1363 körül–1416                                                                                                   | III. Károly navarrai király 1361–1425 felesége: Kasztíliai Eleonóra 1363 körül–1416                                                                                                   | III. Károly navarrai király 1361–1425 felesége: Kasztíliai Eleonóra 1363 körül–1416                                                                                                   | III. Károly navarrai király 1361–1425 felesége: Kasztíliai Eleonóra 1363 körül–1416                                                                                                   | III. Károly navarrai király 1361–1425 felesége: Kasztíliai Eleonóra 1363 körül–1416                                                                                                   | III. Károly navarrai király 1361–1425 felesége: Kasztíliai Eleonóra 1363 körül–1416                                                                                                   | | | | |  |  |  |  | |  |  |  | | | | | | | | | [2.] Luxemburgi Erzsébet 1409–1442 férje: I. (Habsburg) Albert magyar, német és cseh király 1397–1439                                                                                               | [2.] Luxemburgi Erzsébet 1409–1442 férje: I. (Habsburg) Albert magyar, német és cseh király 1397–1439                                                                                               | [2.] Luxemburgi Erzsébet 1409–1442 férje: I. (Habsburg) Albert magyar, német és cseh király 1397–1439                                                                                               | [2.] Luxemburgi Erzsébet 1409–1442 férje: I. (Habsburg) Albert magyar, német és cseh király 1397–1439                                                                                               | [2.] Luxemburgi Erzsébet 1409–1442 férje: I. (Habsburg) Albert magyar, német és cseh király 1397–1439                                                                                               | [2.] Luxemburgi Erzsébet 1409–1442 férje: I. (Habsburg) Albert magyar, német és cseh király 1397–1439                                                                                               | | | | |  |  |  |  |  |  |  |  |  |  |  |  |  |  |  |  |  |  |  |  |  |  |  |  |  |  |  |  |  |  |  |  |  |  |  |  |  |  |
|  |  | | | | | | | | | | | | | | |  |  |  |  | |  |  |  | | | | | | | | | | | | | | | | | | |  |  |  |  |  |  |  |  |  |  |  |  |  |  |  |  |  |  |  |  |  |  |  |  |  |  |  |  |  |  |  |  |  |  |  |  |  |  |
|  |  | | | | | I. (Évreux-i) Blanka navarrai királynő 1387–1441 1. fj.: I. (Ifjú) Márton szicíliai király 1374/75/76–1409 2. fj. II. (Hitetlen) János aragón, navarrai és szicíliai király 1398–1479 | I. (Évreux-i) Blanka navarrai királynő 1387–1441 1. fj.: I. (Ifjú) Márton szicíliai király 1374/75/76–1409 2. fj. II. (Hitetlen) János aragón, navarrai és szicíliai király 1398–1479 | I. (Évreux-i) Blanka navarrai királynő 1387–1441 1. fj.: I. (Ifjú) Márton szicíliai király 1374/75/76–1409 2. fj. II. (Hitetlen) János aragón, navarrai és szicíliai király 1398–1479 | I. (Évreux-i) Blanka navarrai királynő 1387–1441 1. fj.: I. (Ifjú) Márton szicíliai király 1374/75/76–1409 2. fj. II. (Hitetlen) János aragón, navarrai és szicíliai király 1398–1479 | I. (Évreux-i) Blanka navarrai királynő 1387–1441 1. fj.: I. (Ifjú) Márton szicíliai király 1374/75/76–1409 2. fj. II. (Hitetlen) János aragón, navarrai és szicíliai király 1398–1479 | I. (Évreux-i) Blanka navarrai királynő 1387–1441 1. fj.: I. (Ifjú) Márton szicíliai király 1374/75/76–1409 2. fj. II. (Hitetlen) János aragón, navarrai és szicíliai király 1398–1479 | | | | |  |  |  |  | |  |  |  | | | | | Habsburg Erzsébet magyar és cseh királyi hercegnő 1437–1505 férje: IV. Kázmér lengyel király 1426–1492                                                                         | Habsburg Erzsébet magyar és cseh királyi hercegnő 1437–1505 férje: IV. Kázmér lengyel király 1426–1492                                                                         | Habsburg Erzsébet magyar és cseh királyi hercegnő 1437–1505 férje: IV. Kázmér lengyel király 1426–1492                                                                         | Habsburg Erzsébet magyar és cseh királyi hercegnő 1437–1505 férje: IV. Kázmér lengyel király 1426–1492                                                                         | Habsburg Erzsébet magyar és cseh királyi hercegnő 1437–1505 férje: IV. Kázmér lengyel király 1426–1492                                                                                              | Habsburg Erzsébet magyar és cseh királyi hercegnő 1437–1505 férje: IV. Kázmér lengyel király 1426–1492                                                                                              | | | V. László magyar király 1440–1457 jegyese: Valois Magdolna francia királyi hercegnő 1443–1495 ld. balra lent                                                                                        | V. László magyar király 1440–1457 jegyese: Valois Magdolna francia királyi hercegnő 1443–1495 ld. balra lent                                                                                        | V. László magyar király 1440–1457 jegyese: Valois Magdolna francia királyi hercegnő 1443–1495 ld. balra lent | V. László magyar király 1440–1457 jegyese: Valois Magdolna francia királyi hercegnő 1443–1495 ld. balra lent | V. László magyar király 1440–1457 jegyese: Valois Magdolna francia királyi hercegnő 1443–1495 ld. balra lent | V. László magyar király 1440–1457 jegyese: Valois Magdolna francia királyi hercegnő 1443–1495 ld. balra lent |  |  |  |  |  |  |  |  |  |  |  |  |  |  |  |  |  |  |  |  |  |  |  |  |  |  |  |  |  |  |  |  |  |  |  |  |  |  |
|  |  | | | | | I. (Évreux-i) Blanka navarrai királynő 1387–1441 1. fj.: I. (Ifjú) Márton szicíliai király 1374/75/76–1409 2. fj. II. (Hitetlen) János aragón, navarrai és szicíliai király 1398–1479 | I. (Évreux-i) Blanka navarrai királynő 1387–1441 1. fj.: I. (Ifjú) Márton szicíliai király 1374/75/76–1409 2. fj. II. (Hitetlen) János aragón, navarrai és szicíliai király 1398–1479 | I. (Évreux-i) Blanka navarrai királynő 1387–1441 1. fj.: I. (Ifjú) Márton szicíliai király 1374/75/76–1409 2. fj. II. (Hitetlen) János aragón, navarrai és szicíliai király 1398–1479 | I. (Évreux-i) Blanka navarrai királynő 1387–1441 1. fj.: I. (Ifjú) Márton szicíliai király 1374/75/76–1409 2. fj. II. (Hitetlen) János aragón, navarrai és szicíliai király 1398–1479 | I. (Évreux-i) Blanka navarrai királynő 1387–1441 1. fj.: I. (Ifjú) Márton szicíliai király 1374/75/76–1409 2. fj. II. (Hitetlen) János aragón, navarrai és szicíliai király 1398–1479 | I. (Évreux-i) Blanka navarrai királynő 1387–1441 1. fj.: I. (Ifjú) Márton szicíliai király 1374/75/76–1409 2. fj. II. (Hitetlen) János aragón, navarrai és szicíliai király 1398–1479 | | | | |  |  |  |  | |  |  |  | | | | | Habsburg Erzsébet magyar és cseh királyi hercegnő 1437–1505 férje: IV. Kázmér lengyel király 1426–1492                                                                         | Habsburg Erzsébet magyar és cseh királyi hercegnő 1437–1505 férje: IV. Kázmér lengyel király 1426–1492                                                                         | Habsburg Erzsébet magyar és cseh királyi hercegnő 1437–1505 férje: IV. Kázmér lengyel király 1426–1492                                                                         | Habsburg Erzsébet magyar és cseh királyi hercegnő 1437–1505 férje: IV. Kázmér lengyel király 1426–1492                                                                         | Habsburg Erzsébet magyar és cseh királyi hercegnő 1437–1505 férje: IV. Kázmér lengyel király 1426–1492                                                                                              | Habsburg Erzsébet magyar és cseh királyi hercegnő 1437–1505 férje: IV. Kázmér lengyel király 1426–1492                                                                                              | | | V. László magyar király 1440–1457 jegyese: Valois Magdolna francia királyi hercegnő 1443–1495 ld. balra lent                                                                                        | V. László magyar király 1440–1457 jegyese: Valois Magdolna francia királyi hercegnő 1443–1495 ld. balra lent                                                                                        | V. László magyar király 1440–1457 jegyese: Valois Magdolna francia királyi hercegnő 1443–1495 ld. balra lent | V. László magyar király 1440–1457 jegyese: Valois Magdolna francia királyi hercegnő 1443–1495 ld. balra lent | V. László magyar király 1440–1457 jegyese: Valois Magdolna francia királyi hercegnő 1443–1495 ld. balra lent | V. László magyar király 1440–1457 jegyese: Valois Magdolna francia királyi hercegnő 1443–1495 ld. balra lent |  |  |  |  |  |  |  |  |  |  |  |  |  |  |  |  |  |  |  |  |  |  |  |  |  |  |  |  |  |  |  |  |  |  |  |  |  |  |
|  |  | | | | | [2.] I. Eleonóra navarrai királynő 1426–1479 férje: IV. Gaston foix-i gróf 1423–1472                                                                                                  | [2.] I. Eleonóra navarrai királynő 1426–1479 férje: IV. Gaston foix-i gróf 1423–1472                                                                                                  | [2.] I. Eleonóra navarrai királynő 1426–1479 férje: IV. Gaston foix-i gróf 1423–1472                                                                                                  | [2.] I. Eleonóra navarrai királynő 1426–1479 férje: IV. Gaston foix-i gróf 1423–1472                                                                                                  | [2.] I. Eleonóra navarrai királynő 1426–1479 férje: IV. Gaston foix-i gróf 1423–1472                                                                                                  | [2.] I. Eleonóra navarrai királynő 1426–1479 férje: IV. Gaston foix-i gróf 1423–1472                                                                                                  | | | | |  |  |  |  | |  |  |  | | | | | II. (Jagelló) Ulászló magyar és cseh király 1456–1516 1. fg.: Brandenburgi Borbála 1464–1515 2. fg. Aragóniai Beatrix 1457–1508 3. fg. Candale-i Anna 1484–1506 ld. balra lent | II. (Jagelló) Ulászló magyar és cseh király 1456–1516 1. fg.: Brandenburgi Borbála 1464–1515 2. fg. Aragóniai Beatrix 1457–1508 3. fg. Candale-i Anna 1484–1506 ld. balra lent | II. (Jagelló) Ulászló magyar és cseh király 1456–1516 1. fg.: Brandenburgi Borbála 1464–1515 2. fg. Aragóniai Beatrix 1457–1508 3. fg. Candale-i Anna 1484–1506 ld. balra lent | II. (Jagelló) Ulászló magyar és cseh király 1456–1516 1. fg.: Brandenburgi Borbála 1464–1515 2. fg. Aragóniai Beatrix 1457–1508 3. fg. Candale-i Anna 1484–1506 ld. balra lent | II. (Jagelló) Ulászló magyar és cseh király 1456–1516 1. fg.: Brandenburgi Borbála 1464–1515 2. fg. Aragóniai Beatrix 1457–1508 3. fg. Candale-i Anna 1484–1506 ld. balra lent                      | II. (Jagelló) Ulászló magyar és cseh király 1456–1516 1. fg.: Brandenburgi Borbála 1464–1515 2. fg. Aragóniai Beatrix 1457–1508 3. fg. Candale-i Anna 1484–1506 ld. balra lent                      | | | | | | | | |  |  |  |  |  |  |  |  |  |  |  |  |  |  |  |  |  |  |  |  |  |  |  |  |  |  |  |  |  |  |  |  |  |  |  |  |  |  |
|  |  | | | | | [2.] I. Eleonóra navarrai királynő 1426–1479 férje: IV. Gaston foix-i gróf 1423–1472                                                                                                  | [2.] I. Eleonóra navarrai királynő 1426–1479 férje: IV. Gaston foix-i gróf 1423–1472                                                                                                  | [2.] I. Eleonóra navarrai királynő 1426–1479 férje: IV. Gaston foix-i gróf 1423–1472                                                                                                  | [2.] I. Eleonóra navarrai királynő 1426–1479 férje: IV. Gaston foix-i gróf 1423–1472                                                                                                  | [2.] I. Eleonóra navarrai királynő 1426–1479 férje: IV. Gaston foix-i gróf 1423–1472                                                                                                  | [2.] I. Eleonóra navarrai királynő 1426–1479 férje: IV. Gaston foix-i gróf 1423–1472                                                                                                  | | | | |  |  |  |  | |  |  |  | | | | | II. (Jagelló) Ulászló magyar és cseh király 1456–1516 1. fg.: Brandenburgi Borbála 1464–1515 2. fg. Aragóniai Beatrix 1457–1508 3. fg. Candale-i Anna 1484–1506 ld. balra lent | II. (Jagelló) Ulászló magyar és cseh király 1456–1516 1. fg.: Brandenburgi Borbála 1464–1515 2. fg. Aragóniai Beatrix 1457–1508 3. fg. Candale-i Anna 1484–1506 ld. balra lent | II. (Jagelló) Ulászló magyar és cseh király 1456–1516 1. fg.: Brandenburgi Borbála 1464–1515 2. fg. Aragóniai Beatrix 1457–1508 3. fg. Candale-i Anna 1484–1506 ld. balra lent | II. (Jagelló) Ulászló magyar és cseh király 1456–1516 1. fg.: Brandenburgi Borbála 1464–1515 2. fg. Aragóniai Beatrix 1457–1508 3. fg. Candale-i Anna 1484–1506 ld. balra lent | II. (Jagelló) Ulászló magyar és cseh király 1456–1516 1. fg.: Brandenburgi Borbála 1464–1515 2. fg. Aragóniai Beatrix 1457–1508 3. fg. Candale-i Anna 1484–1506 ld. balra lent                      | II. (Jagelló) Ulászló magyar és cseh király 1456–1516 1. fg.: Brandenburgi Borbála 1464–1515 2. fg. Aragóniai Beatrix 1457–1508 3. fg. Candale-i Anna 1484–1506 ld. balra lent                      | | | | | | | | |  |  |  |  |  |  |  |  |  |  |  |  |  |  |  |  |  |  |  |  |  |  |  |  |  |  |  |  |  |  |  |  |  |  |  |  |  |  |
|  |  | | | | | | | | | | | | | | |  |  |  |  | |  |  |  | | | | | | | | | | | | | | | | | | |  |  |  |  |  |  |  |  |  |  |  |  |  |  |  |  |  |  |  |  |  |  |  |  |  |  |  |  |  |  |  |  |  |  |  |  |  |  |
|  |  | Gaston vianai herceg 1444–1470 felesége: Valois Magdolna francia királyi hercegnő 1443–1495 ld. jobbra fent | Gaston vianai herceg 1444–1470 felesége: Valois Magdolna francia királyi hercegnő 1443–1495 ld. jobbra fent | Gaston vianai herceg 1444–1470 felesége: Valois Magdolna francia királyi hercegnő 1443–1495 ld. jobbra fent | Gaston vianai herceg 1444–1470 felesége: Valois Magdolna francia királyi hercegnő 1443–1495 ld. jobbra fent | Gaston vianai herceg 1444–1470 felesége: Valois Magdolna francia királyi hercegnő 1443–1495 ld. jobbra fent                                                                           | Gaston vianai herceg 1444–1470 felesége: Valois Magdolna francia királyi hercegnő 1443–1495 ld. jobbra fent                                                                           | | | Foix Katalin navarrai királyi hercegnő 1460 körül–1494 előtt férje: II. (Foix) Gaston János candale-i gróf 1448 körül–1500                                                            | Foix Katalin navarrai királyi hercegnő 1460 körül–1494 előtt férje: II. (Foix) Gaston János candale-i gróf 1448 körül–1500                                                            | Foix Katalin navarrai királyi hercegnő 1460 körül–1494 előtt férje: II. (Foix) Gaston János candale-i gróf 1448 körül–1500 | Foix Katalin navarrai királyi hercegnő 1460 körül–1494 előtt férje: II. (Foix) Gaston János candale-i gróf 1448 körül–1500 | Foix Katalin navarrai királyi hercegnő 1460 körül–1494 előtt férje: II. (Foix) Gaston János candale-i gróf 1448 körül–1500 | Foix Katalin navarrai királyi hercegnő 1460 körül–1494 előtt férje: II. (Foix) Gaston János candale-i gróf 1448 körül–1500 |  |  |  |  | |  |  |  | [3.] Jagelló Anna 1503–1547 férje: I. (Habsburg) Ferdinánd magyar és cseh király, német-római császár 1503–1564                                        | [3.] Jagelló Anna 1503–1547 férje: I. (Habsburg) Ferdinánd magyar és cseh király, német-római császár 1503–1564                                        | [3.] Jagelló Anna 1503–1547 férje: I. (Habsburg) Ferdinánd magyar és cseh király, német-római császár 1503–1564                                        | [3.] Jagelló Anna 1503–1547 férje: I. (Habsburg) Ferdinánd magyar és cseh király, német-római császár 1503–1564                                        | [3.] Jagelló Anna 1503–1547 férje: I. (Habsburg) Ferdinánd magyar és cseh király, német-római császár 1503–1564                                                                | [3.] Jagelló Anna 1503–1547 férje: I. (Habsburg) Ferdinánd magyar és cseh király, német-római császár 1503–1564                                                                | | | [3.] II. Lajos magyar és cseh király 1506–1526 felesége: Idősebb Habsburg Mária ausztriai főhercegnő, kasztíliai infánső 1505–1558 (n.) ágyasa: Wass Angelitha ?–?                                  | [3.] II. Lajos magyar és cseh király 1506–1526 felesége: Idősebb Habsburg Mária ausztriai főhercegnő, kasztíliai infánső 1505–1558 (n.) ágyasa: Wass Angelitha ?–?                                  | [3.] II. Lajos magyar és cseh király 1506–1526 felesége: Idősebb Habsburg Mária ausztriai főhercegnő, kasztíliai infánső 1505–1558 (n.) ágyasa: Wass Angelitha ?–?                                  | [3.] II. Lajos magyar és cseh király 1506–1526 felesége: Idősebb Habsburg Mária ausztriai főhercegnő, kasztíliai infánső 1505–1558 (n.) ágyasa: Wass Angelitha ?–?                                  | [3.] II. Lajos magyar és cseh király 1506–1526 felesége: Idősebb Habsburg Mária ausztriai főhercegnő, kasztíliai infánső 1505–1558 (n.) ágyasa: Wass Angelitha ?–?                                  | [3.] II. Lajos magyar és cseh király 1506–1526 felesége: Idősebb Habsburg Mária ausztriai főhercegnő, kasztíliai infánső 1505–1558 (n.) ágyasa: Wass Angelitha ?–?                                  | | | | |  |  |  |  |  |  |  |  |  |  |  |  |  |  |  |  |  |  |  |  |  |  |  |  |  |  |  |  |  |  |  |  |  |  |  |  |  |  |
|  |  | Gaston vianai herceg 1444–1470 felesége: Valois Magdolna francia királyi hercegnő 1443–1495 ld. jobbra fent | Gaston vianai herceg 1444–1470 felesége: Valois Magdolna francia királyi hercegnő 1443–1495 ld. jobbra fent | Gaston vianai herceg 1444–1470 felesége: Valois Magdolna francia királyi hercegnő 1443–1495 ld. jobbra fent | Gaston vianai herceg 1444–1470 felesége: Valois Magdolna francia királyi hercegnő 1443–1495 ld. jobbra fent | Gaston vianai herceg 1444–1470 felesége: Valois Magdolna francia királyi hercegnő 1443–1495 ld. jobbra fent                                                                           | Gaston vianai herceg 1444–1470 felesége: Valois Magdolna francia királyi hercegnő 1443–1495 ld. jobbra fent                                                                           | | | Foix Katalin navarrai királyi hercegnő 1460 körül–1494 előtt férje: II. (Foix) Gaston János candale-i gróf 1448 körül–1500                                                            | Foix Katalin navarrai királyi hercegnő 1460 körül–1494 előtt férje: II. (Foix) Gaston János candale-i gróf 1448 körül–1500                                                            | Foix Katalin navarrai királyi hercegnő 1460 körül–1494 előtt férje: II. (Foix) Gaston János candale-i gróf 1448 körül–1500 | Foix Katalin navarrai királyi hercegnő 1460 körül–1494 előtt férje: II. (Foix) Gaston János candale-i gróf 1448 körül–1500 | Foix Katalin navarrai királyi hercegnő 1460 körül–1494 előtt férje: II. (Foix) Gaston János candale-i gróf 1448 körül–1500 | Foix Katalin navarrai királyi hercegnő 1460 körül–1494 előtt férje: II. (Foix) Gaston János candale-i gróf 1448 körül–1500 |  |  |  |  | |  |  |  | [3.] Jagelló Anna 1503–1547 férje: I. (Habsburg) Ferdinánd magyar és cseh király, német-római császár 1503–1564                                        | [3.] Jagelló Anna 1503–1547 férje: I. (Habsburg) Ferdinánd magyar és cseh király, német-római császár 1503–1564                                        | [3.] Jagelló Anna 1503–1547 férje: I. (Habsburg) Ferdinánd magyar és cseh király, német-római császár 1503–1564                                        | [3.] Jagelló Anna 1503–1547 férje: I. (Habsburg) Ferdinánd magyar és cseh király, német-római császár 1503–1564                                        | [3.] Jagelló Anna 1503–1547 férje: I. (Habsburg) Ferdinánd magyar és cseh király, német-római császár 1503–1564                                                                | [3.] Jagelló Anna 1503–1547 férje: I. (Habsburg) Ferdinánd magyar és cseh király, német-római császár 1503–1564                                                                | | | [3.] II. Lajos magyar és cseh király 1506–1526 felesége: Idősebb Habsburg Mária ausztriai főhercegnő, kasztíliai infánső 1505–1558 (n.) ágyasa: Wass Angelitha ?–?                                  | [3.] II. Lajos magyar és cseh király 1506–1526 felesége: Idősebb Habsburg Mária ausztriai főhercegnő, kasztíliai infánső 1505–1558 (n.) ágyasa: Wass Angelitha ?–?                                  | [3.] II. Lajos magyar és cseh király 1506–1526 felesége: Idősebb Habsburg Mária ausztriai főhercegnő, kasztíliai infánső 1505–1558 (n.) ágyasa: Wass Angelitha ?–?                                  | [3.] II. Lajos magyar és cseh király 1506–1526 felesége: Idősebb Habsburg Mária ausztriai főhercegnő, kasztíliai infánső 1505–1558 (n.) ágyasa: Wass Angelitha ?–?                                  | [3.] II. Lajos magyar és cseh király 1506–1526 felesége: Idősebb Habsburg Mária ausztriai főhercegnő, kasztíliai infánső 1505–1558 (n.) ágyasa: Wass Angelitha ?–?                                  | [3.] II. Lajos magyar és cseh király 1506–1526 felesége: Idősebb Habsburg Mária ausztriai főhercegnő, kasztíliai infánső 1505–1558 (n.) ágyasa: Wass Angelitha ?–?                                  | | | | |  |  |  |  |  |  |  |  |  |  |  |  |  |  |  |  |  |  |  |  |  |  |  |  |  |  |  |  |  |  |  |  |  |  |  |  |  |  |
|  |  | | | | | | | | | Candale-i Anna 1484–1506 férje: II. (Jagelló) Ulászló magyar és cseh király 1456–1516 ld. jobbra fent                                                                                 | Candale-i Anna 1484–1506 férje: II. (Jagelló) Ulászló magyar és cseh király 1456–1516 ld. jobbra fent                                                                                 | Candale-i Anna 1484–1506 férje: II. (Jagelló) Ulászló magyar és cseh király 1456–1516 ld. jobbra fent                      | Candale-i Anna 1484–1506 férje: II. (Jagelló) Ulászló magyar és cseh király 1456–1516 ld. jobbra fent                      | Candale-i Anna 1484–1506 férje: II. (Jagelló) Ulászló magyar és cseh király 1456–1516 ld. jobbra fent                      | Candale-i Anna 1484–1506 férje: II. (Jagelló) Ulászló magyar és cseh király 1456–1516 ld. jobbra fent                      |  |  |  |  | |  |  |  | I. (II.) Miksa magyar és cseh király, német-római császár 1527–1576 felesége: Ifjabb Habsburg Mária ausztriai főhercegnő, kasztíliai infánső 1528–1603 | I. (II.) Miksa magyar és cseh király, német-római császár 1527–1576 felesége: Ifjabb Habsburg Mária ausztriai főhercegnő, kasztíliai infánső 1528–1603 | I. (II.) Miksa magyar és cseh király, német-római császár 1527–1576 felesége: Ifjabb Habsburg Mária ausztriai főhercegnő, kasztíliai infánső 1528–1603 | I. (II.) Miksa magyar és cseh király, német-római császár 1527–1576 felesége: Ifjabb Habsburg Mária ausztriai főhercegnő, kasztíliai infánső 1528–1603 | I. (II.) Miksa magyar és cseh király, német-római császár 1527–1576 felesége: Ifjabb Habsburg Mária ausztriai főhercegnő, kasztíliai infánső 1528–1603                         | I. (II.) Miksa magyar és cseh király, német-római császár 1527–1576 felesége: Ifjabb Habsburg Mária ausztriai főhercegnő, kasztíliai infánső 1528–1603                         | | | [n.] Wass János 1521 körül–1580 után felesége N. N. ?–? | [n.] Wass János 1521 körül–1580 után felesége N. N. ?–? | [n.] Wass János 1521 körül–1580 után felesége N. N. ?–? | [n.] Wass János 1521 körül–1580 után felesége N. N. ?–? | [n.] Wass János 1521 körül–1580 után felesége N. N. ?–? | [n.] Wass János 1521 körül–1580 után felesége N. N. ?–? | | | | |  |  |  |  |  |  |  |  |  |  |  |  |  |  |  |  |  |  |  |  |  |  |  |  |  |  |  |  |  |  |  |  |  |  |  |  |  |  |